# Volapük
El volapük és una llengua planificada creada pel capellà alemany Johann Martin Schleyer el 1879, amb la intenció de facilitar la comprensió entre persones de distintes cultures. Durant els primers anys aconseguí un èxit notable i es calcula que arribà a tindre uns cent mil parlants en els seus millors moments. Tanmateix, la relativa complexitat de la gramàtica (en comparació amb el seu gran competidor, l'esperanto) i greus dissensions entre els parlants provocaren el declivi de la llengua. En l'actualitat és pràcticament morta, tot i que hi ha una viquipèdia en aquesta llengua.

## Història
Schleyer publicà un esborrany del volapük el maig del 1879 a la revista catòlica Sionsharfe, de la qual era l'editor. Després d'este primer article publicà, l'any següent, un llibre en alemany. L'èxit de la nova llengua fou pràcticament immediat.
El primer congrés internacional de volapük tingué lloc a Friedrichshafen, el 1884, i el segon a Múnic, el 1887. La llengua emprada en ells va ser l'alemany, però ja en el tercer congrés (París, 1889) el volapük fou l'única llengua usada. En aquells moments, l'idioma creat per Schleyer es trobava en el seu punt més alt de popularitat, amb una xifra estimada de 283 associacions, 25 publicacions periòdiques en o sobre volapük i 316 llibres de text en 25 llengües.
Va ser precisament a partir del tercer congrés quan va començar el declivi imparable del moviment. Açò es degué a les diferències irreconciliables entre el sector que advocava per introduir reformes en el volapük, encapçalat pel director i després president de l'Acadèmia de Volapük, Auguste Kerckhoffs, i el sector més conservador que no volia canvis, el referent del qual era el mateix Schleyer. Schleyer insistia a considerar el volapük com una propietat seua, i en l'acritud de la disputa arribà a negar-se a reconéixer l'autoritat de l'Acadèmia. Tot açò provocà escissions en el moviment i una important pèrdua de suport, ja que molts seguidors dirigiren el seu interés cap a unes altres llengües artificials, especialment l'esperanto, sorgit el 1887.
En els anys 1920, l'holandés Arie de Jong, amb l'anuència dels pocs parlants de volapük que quedaven, dugué a terme una reforma de l'idioma que publicà el 1931. La nova versió reformada del volapük fou acceptada per tots i és la que s'usa en l'actualitat. De Jong simplificà la gramàtica, suprimí les formes verbals poc usades i eliminà certs indicis de sexisme que s'apreciaven en els pronoms i les desinències verbals. També introduí el fonema r per fer alguns morfemes més reconeixedors; per exemple, gletik (gran) passà a ser gretik.
Gràcies a la labor d'Arie de Jong, el volapük visqué un breu ressorgiment en els Països Baixos i Alemanya, però la repressió que patiren les llengües artificials sota el nazisme suposà un colp dur del qual el volapük no es recuperà mai.
Es calcula que en l'actualitat només hi ha unes poques desenes de parlants de l'idioma, la majoria (si no tots) esperantistes interessats en la història de les llengües artificials.
Malgrat tot, sempre hi ha hagut una comunitat de parlants de volapük des dels temps de Schleyer, oficialment dirigida per una successió ininterrompuda de cifals (líders).

## Alfabet i pronunciació
L'abecedari del volapük usa les lletres llatines llevat de la q i la w. En un principi no hi havia r.
Totes les lletres tenen sempre la mateixa pronunciació, sense que importe la posició i mai no poden ser mudes.
En la llista següent, la pronunciació s'indica segons l'alfabet fonètic internacional:
| lletra | IPA         |
| ------ | ----------- |
| a      | [a]         |
| ä      | [ɛ]         |
| b      | [b]         |
| c      | [dʒ] o [tʃ] |
| d      | [d]         |
| e      | [e]         |
| f      | [f]         |

| lletra | IPA       |
| ------ | --------- |
| g      | [ɡ]       |
| h      | [h]       |
| i      | [i]       |
| j      | [ʒ] o [ʃ] |
| k      | [k]       |
| l      | [l]       |
| m      | [m]       |

| lletra | IPA                  |
| ------ | -------------------- |
| n      | [n]                  |
| o      | [o]                  |
| ö      | [ø]                  |
| p      | [p]                  |
| r      | [r] (afegit el 1931) |
| s      | [s]                  |
| t      | [t]                  |

| lletra | IPA         |
| ------ | ----------- |
| u      | [u]         |
| ü      | [y]         |
| v      | [v]         |
| x      | [gz] o [ks] |
| y      | [j]         |
| z      | [dz] o [ts] |

Totes les paraules són agudes.
La revisió de De Long va afegir el fonema r i va canviar algunes (si no la majoria) paraules que originalment portaven l perquè es feren més recognoscibles.